# Rachasap
Rachasap eller raja-sap (thai: ราชาศัพท์, udtalt raa-chaa-sàp), er en meget formelt og høfligt form af thai-sprog, som bruges af kongehuset og til, at henvise til eller omtale kongefamilien. Rachasap er hofetikette, et æresregister bestående af et særligt ordforråd, der bruges til at henvende sig til kongen eller til at tale om kongelige.
Rachasap er et Pali-afledt ord, hvor raa-chaa (thai: ราชา, hindi: राज, rājā) betyder "konge", "monark" og sàp (thai: ศัพท์) – der oprindeligt stammer fra det gammel-indiske sanskrit शब्द for "ord", śabda – betyder sprog. Rachasap er derfor "kongeligt sprog". Det er dog almindeligvis fortolket i moderne thailandsk kultur, som at henvise til hele det moderne thai-sprogs æres-system, selvom det strengt taget refererer til kongelige æresbevisninger, både i tale til og om den kongelige familie.
Kulturelle lån mellem sprogene thai og khmer er yderst velkendte, med tovejsudveksling forbundet med folkenes historie omkring Chao Phraya-floddalen, og især, når det angik kongelig kultur. Som en forsker udtrykte det: "I århundreder eksisterede khmer og thai i veritabel symbiose." Sættes dette ind i en større liturgisk kontekst af Theravada-buddhismen, hvor det liturgiske sprog er sanskrit og pali, ses et ekstra lag af hæderlighed og formalitet i det thailandske sprog, hvad man kan kalde gejstlige hæderskroner.
Æressystemerne på thai, khmer, tibetansk og javanesisk er hovedsageligt baseret på leksikalsk substitution. Substitutionerne her er meget mere omfattende i ordforrådet end de få substitutioner i de primært morfologiske æressystemer i for eksempel japansk og koreansk. Forskellige ordforrådselementer bruges til at henvise til forskellige registre, og ofte bliver hele vendinger omformuleret, for at være mere passende til det sociolingvistiske register.
Thai-sprog har flere registre, der hver har visse anvendelser, såsom dagligdags, formel, litterær og poetisk. Ordet "spise" kan således siges som:

Daglig tale: กิน (kin / gin)

Vulgært sprog: แดก (daek) eller ยัด (yat)

Formelt: บริโภค (boriphok) eller รับประทาน (rapprathan)

Religiøst sprogbrug: ฉัน (chan)

Kongeligt sprog (rachasap): เสวย (sawoei)

## Historie
Rachasap blev skabt, som en måde for både almindelige og aristokrater at tale med og om Thailands konge. Fremkomsten synes at være i det tidligere Ayutthaya-kongerige (fra 1351 og frem). Der er dog indikationer på, at der var et "domstolssprog" allerede i Sukhothai-kongeriget (1238-1438), selv om der ikke er tegn på kongelige hædersbevisninger. Rachasap-hofsproget blev officielt indført ved lov af kong Borommatrailokkanat (født 1431, konge af Ayutthaya 1448–1488).
Kort efter rachasaps oprettelse, blev brugen af det kongelige ordforråd udvidet til at henvende sig til alle medlemmer af den kongelige familie, såvel som aristokrater. Samtidig opstod der et gejstligt ordforråd, som bruges til at tale med eller om munke, meget lig rachasap. Med udviklingen af kongelige og gejstlige ordforråd steg midlerne til ærestale betydeligt.
Fra Bangkok-periodens Rattanakosin-kongerige i 1782 og frem, skete en endnu større udbredelse af rachasap, da det blev den formelle eller høflige måde at behandle alle folk eller emner på. Specifikt erstattede leksikale begreber fra æresregistre indfødte thailandske stedord, hvilket resulterede i et helt nyt sæt pronominalformer. Slægtskabsbegreber blev ved med at blive brugt som æresbevisninger, men samtidig dukkede en ny type høflige æresbevisning også op.